# Parafia św. Antoniego Padewskiego w Boguszy

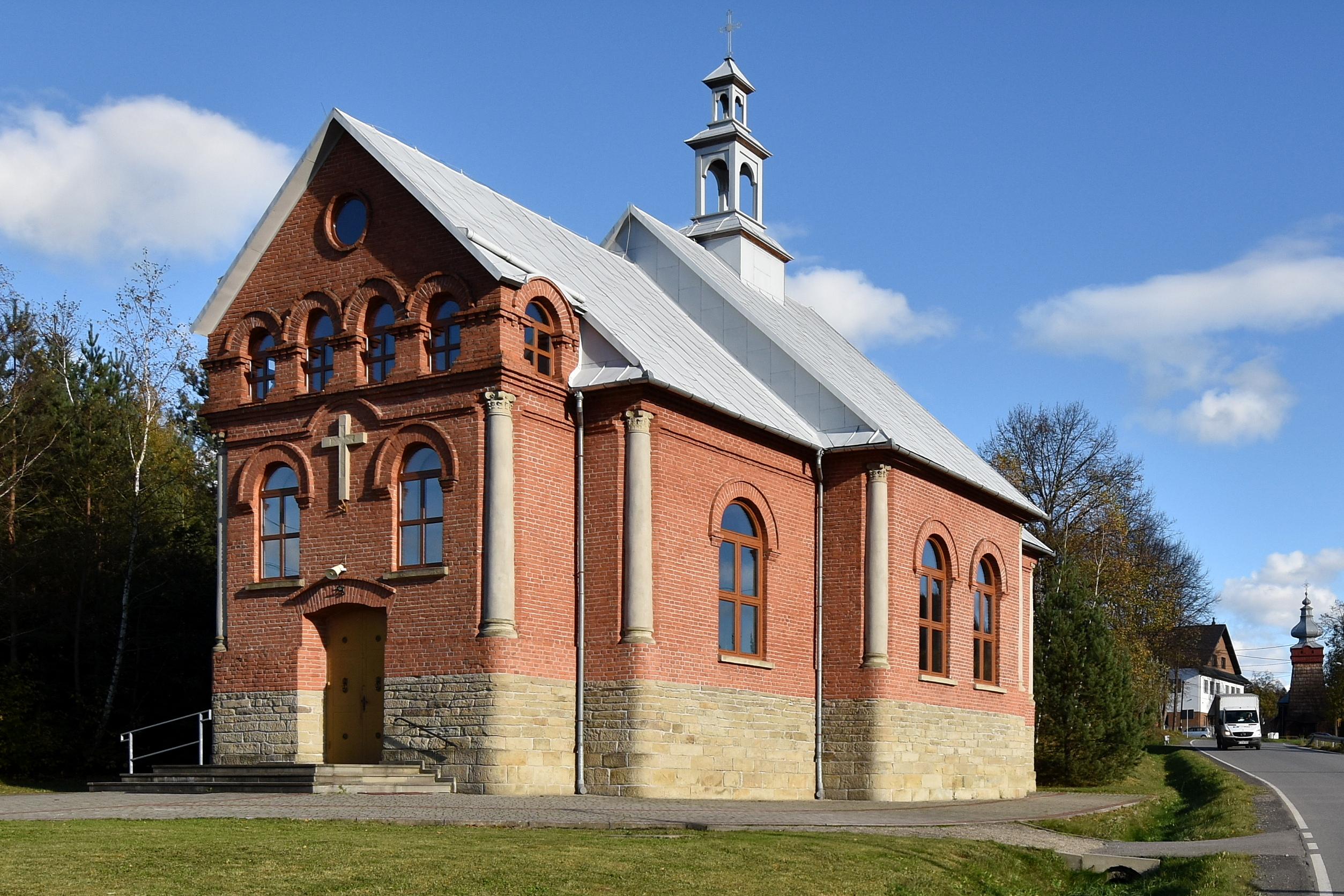
Kościół Najśw. Zbawiciela w Boguszy

Parafia św. Antoniego Padewskiego w Boguszy – parafia rzymskokatolicka, terytorialnie i administracyjnie należąca do diecezji tarnowskiej, do dekanatu Nowy Sącz Wschód. W parafii posługują księża diecezjalni.

## Historia
W  roku 1626 r. powstała w Boguszy parafia unicka, następnie cesarz Józef II w 1785 r. zniósł parafię, natomiast wiernych podporządkował parafii w Królowej Ruskiej.
Uniccy parafianie wybudowali we wsi cerkiew drewnianą pw. św. Antoniego Padewskiego, z 1856. W Boguszy nastąpił rozłam w latach międzywojennych część mieszkańców Boguszy przeszła na prawosławie oraz wybudowała cerkiew murowaną pw. Najświętszego Zbawiciela z lat 1932-37.
W wyniku akcji „Wisła” w 1947 roku miejscowość jak i kościoły zostały puste. Po zasiedleniu ludności polskiej Bogusza została przyłączona do parafii w Królowej Ruskiej obecnie Królowej Górnej – parafii Narodzenia NMP (w Królowej Górnej). Dokładnie 4 września 1946 roku bp Jan Stepa erygował placówkę duszpasterską rzymskokatolicką. W jej skład weszły miejscowości Królowa Ruska, Królowa Polska i Bogusza oraz Królowa Polska, należąca dotychczas do parafii Mystków. Następnie w Boguszy utworzono rektorat podlegający parafii w Królowej Górnej. 16 marca 2018 r. bp tarnowski Andrzej Jeż erygował parafię Bogusza pw. św. Antoniego Padewskiego.

## Proboszczowie, rektorzy
Rektorzy:
- ks. Mieczysław Czekaj, 1999–2011[5]
- ks. Józef Nowak, 2011–2018[1]

Proboszczowie:
- ks. Józef Nowak, 16.03.2018–09.08.2025[1]
- ks. Marian Duda, 09.08.2025 – obecnie[6]